# Johan Johansson Werner
För andra betydelser, se Johan Werner (olika betydelser)
Johan Johansson Werner (Jägerdorfer (Wernich ), född omkring 1600 Krnov i dagens Tjeckien, död 1656 i Vadstena, var en tysk-svensk bildhuggare och konterfejare.
Han gifte sig omkring 1632 med Karin Arvidsdotter och var far till Johan Werner och Henrik Werner. Han var lärling hos en mästare i Jägerdorf 1618 och invandrade till Sverige 1619. Han var till en början bosatt i Vadstena för att senare bo en tid i Östra Tollestad innan han återvände till Vadstena.
Det är inte helt klarlagt vad Werner utförde för arbeten under 1620-talet, men man antar att han var knuten som bildhuggare och målare vid Vadstena slott. Man tillskriver honom den större målningen Herdarnas tillbedjan som finns bevarad i Vadstena klosterkyrka. För Skänninge kyrka målade han 1631 en kopia av Maarten van Heemskercks altartavla i Linköpings domkyrka och ett epitafium över rådmannen Olof Håkansson, där han troligen även utförde renässansornamenteringen av träinramningen.
Han anställdes 1637 av Per Brahe som hovkonterfejare och utförde i dennes tjänst måleri- och skulpturarbeten i slott, kyrkor och säterier i Visingsborgs grevskap. Som ett prov på sin yrkeskunskap skänkte han 1637 en större skulpterad kristusbild till Brahekyrkan på Visingsö. På Brahes uppdrag levererade han 1642 en porträttskulptur av Margareta Brahe till Brahekyrkan. Han tillskrivs även vägg- och valvmålningarna i Brahekyrkans gravkor från 1651 samt en serie passionsmålningar som bevarats i Brahekyrkan.
Under senare hälften av 1640-talet utförde Werner flera dekorativa målningar i Brahehus som förstördes vid slottets brand 1708. De flesta av hans omfattande produktion av större porträtt och kopior som beställdes av Brahe har gått förlorade, men några av de större målningarna från Brahehus och Visingsborg finns bevarade i mindre format på Skoklosters slott och på Linköpings konstmuseum finns ett osignerat bröstbildsporträtt av Per Brahe som tillskrivs Werner
Från 1654 arbetade han i Magnus Gabriel De la Gardies tjänst med inredningsuppgifter på Läckö slott, där han bland annat målade landskapsbilder i taket på riddarsalen  samt dekorativa målningar och skulpturer för lusthuset och slottskyrkan. Men Werner hann bara påbörja några av de kontrakterade uppdragen innan han avled 1656, så det är oklart hur mycket han kom att slutföra. Man vet att när han 1655 för en tid lämnade Läckö och överlåtit arbetet sill sin son Johan Werner och en dräng fanns nio grovt tillhuggna skulpturer för slottskyrkan och av den nuvarande inredningen på slottet kan man endast med säkerhet tillskriva honom 13 svävande änglar i riddarsalstaket. Apostlabilderna i Läckö slottskyrka påbörjades av Werner, men färdigställdes av Georg Baselaque.
Av Werners övriga produktion vet man att han utförde arbeten i Västanå slott, Kumlaby kyrka, målningar i Fiskebäcks kyrka som senare flyttades till Gustaf Adolfs kyrka i Skara stift, en predikstol för Vadstena klosterkyrka, som senare flyttades till Vika kyrka i Dalarna samt en i sten huggen gravsten över kyrkoherden Joen Magni i Gränna kyrka, där han har framställt kyrkoherden och hans fru Karin Joensdoter Höök i naturlig storlek.

## Verk i urval

- Vadstena klosterkyrka: Målningar, bl.a. "Herdarnas tillbedjan" 1621.
- Vårfrukyrkan, Skänninge: Kopia av Maarten van Heemskercks renässansmålning i Linköpings domkyrka, epitafium 1631.
- Brahekyrkan på Visingsö, Småland, Kristusbild 1637, porträttskulptur & 12 skulpterade apostlabilder 1642, vägg- & valvmålningar i gravkoret 1651 samt passionsmålningar.
- Bälaryds kyrka, Småland, altartavla 1640.
- Gränna kyrka: Gravsten med bilder på kyrkoherde Joen Magni och hans hustru Karin Joensdoter Höök 1641.
- Slottet Brahehus, Småland: Fortunastaty för altanen, skulpturer för tornet, arkitekturomramningar på borggårdsmuren samt fem målningar med scener ur Ovidius Metamorfoser 1645, slottet förstört vid brand 1708
- Västanå slott söder om Gränna: "Grevens konterfej" och "6 skiöna andelighe Hijstorier om Crijsto" 1645.
- Fiskebäcks kapell, Västergötland: Målningar 1646–1648, numera i Gustav Adolfs kyrka, Habo kommun, Västergötland
- Kumlaby kyrka på Visingsö, Småland: Målningar 1647.
- Grevens triumfvagn: Målningar 1647.
- Åsbo kyrka: Minnestavla över Märta Somme, oljemålning 1649.
- Slottet Brahehus: Paneler och fönsteromramningar, bataljmålning i stora salen på övre våningen samt ett stort porträtt av Per Brahe d.y. 1649. Slottet förstört vid brand 1708.
- Rystads kyrka, Östergötland: Två skulpterade och målade krönstycken, det ena försett med Mörnerska och Ribbingska vapnen, det andra med en målning visande Kristi uppståndelse skapade omkring år 1650.
- Braheskolan på Visingsö, Småland: Målningar 1652.
- Visingsborgs slott på Visingsö, Småland: Målningar i grevens arbetsrum 1654.
- Läckö slott, Västergötland: Målning och skulpturering av taket i riddarsalen, skulpturering av de fyra årstiderna och den gamla Atlas och dess kula i händerna i lusthuset, framställning av 16 apostlar, en Kristusbild och 14 tavlor ur bibeln, fyra alnar höga och tre alnar breda, för slottskyrkan, m.m.

Werner finns representerad vid bland annat Nationalmuseum i Stockholm.